# Jack L. Davis

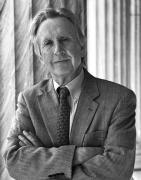
Jack L. Davis

Jack Lee Davis (* 13. August 1950 in Apple Creek, Ohio) ist ein US-amerikanischer Klassischer Archäologe.

## Leben
Nach der Promotion an der University of Cincinnati 1977 wechselte er an die University of Illinois at Chicago, wo er bis 1993 blieb, bevor er als Blegen-Professor nach Cincinnati zurückkehrte – die Position, die er derzeit innehat. In den 1980er Jahren bekleidete er Gastpositionen an der Northwestern University und (zweimal) an der University of Cambridge (Faculty of Classics und Fitzwilliam College). Von 2007 bis 2012 war er Direktor der American School of Classical Studies at Athens.
Für 2020 wurde Davis die Goldmedaille des Archäologischen Instituts von Amerika zugesprochen. 2024 wurde er zum Mitglied der American Academy of Arts and Sciences gewählt.

## Schriften (Auswahl)
- Ayia Irini. Period V. Mainz 1986, ISBN 3-8053-0841-8.
- mit Efi Mantzourani und John F. Cherry: Landscape archaeology as long-term history. Northern Keos in the Cycladic Islands from earliest settlement until modern times. Los Angeles 1991, ISBN 0-917956-72-9.
- mit Fariba Zarinebaf und John Bennet: A historical and economic geography of Ottoman Greece. The southwestern Morea in the 18th century. Athen 2005, ISBN 0-87661-534-5.
- als Herausgeber: Sandy Pylos. An archaeological history from Nestor to Navarino . Princeton 2008, ISBN 978-0-87661-961-2.